# Negeri Sembilan FC
Der Negeri Sembilan Football Club ist eine Fußballmannschaft aus dem Bundesstaat Negeri Sembilan in Malaysia. Aktuell spielt die Mannschaft in der höchsten Liga des Landes, der Malaysia Super League.
Gegründet wurde die Mannschaft vom regionalen Fußballverband der Provinz Negeri Sembilan. Der größte Erfolg des Vereins war die Meisterschaft 2006. 2004 und 2007 trat das Team im AFC Cup an, kam jedoch beide Male nicht über die Gruppenphase hinaus.

## Vereinserfolge

### National
- Malaysia Super League (1. Liga)

Meister: 2006
Vizemeister 2008
- Malaysia Premier League (2. Liga)

Meister: 1991  ▲
Vizemeister: 2005
- Malaysia FA Cup

Sieger: 2003, 2010
- Malaysia Cup

Sieger: 1948, 2009, 2011
Finalist 2000, 2006, 2010
- Piala Sumbangsih

Sieger: 2012
2. Platz: 2004, 2010

## Stadion

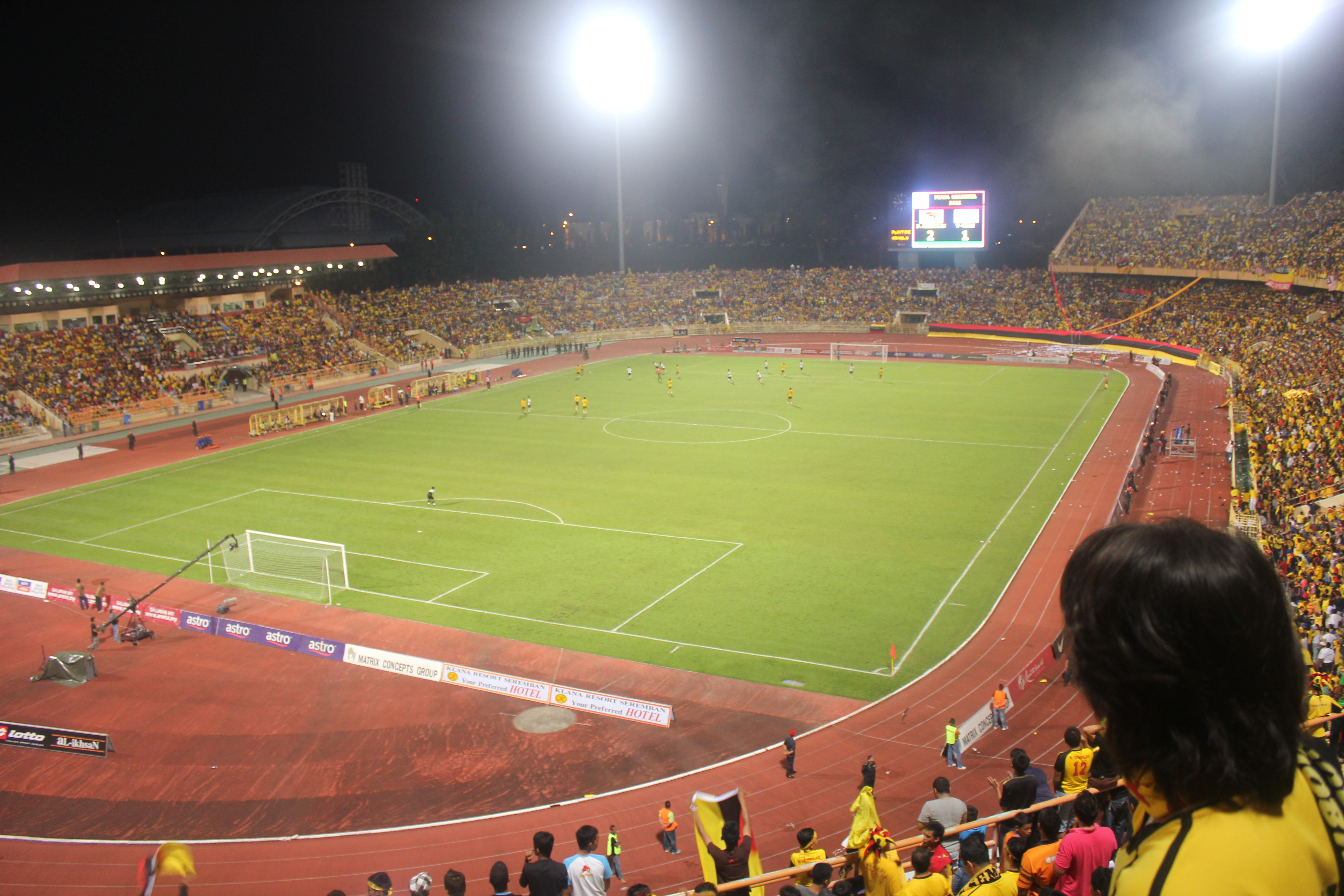
Stadium Tuanku Abdul Rahman

Seine Heimspiele trägt der Verein im Stadium Tuanku Abdul Rahman in Paroi im Bundesstaat Negeri Sembilan aus. Das Stadion hat ein Fassungsvermögen von 45.000 Personen. Eigentümer der Sportstätte ist das Negeri Sembilan State Government.
Koordinaten: 2° 43′ 34,9″ N, 101° 58′ 57,6″ O

## Aktueller Kader
Stand: Juni 2022
| Nr. |               | Position | Name              |
| --- | ------------- | -------- | ----------------- |
| 1   | Malaysia      | TW       | Muhaimin Mohamad  |
| 2   | Malaysia      | AB       | Che Rashid        |
| 3   | Malaysia      | AB       | Khair Jones       |
| 4   | Frankreich    | AB       | Hérold Goulon     |
| 5   | Malaysia      | AB       | Annas Rahmat      |
| 6   | Malaysia      | AB       | K. Sarkunan       |
| 7   | Malaysia      | ST       | Sean Selvaraj     |
| 8   | Malaysia      | ST       | Zaquan Adha       |
| 10  | Philippinen   | MF       | Omid Nazari       |
| 11  | Brasilien     | ST       | Matheus Alves     |
| 13  | Malaysia      | TW       | Kaharuddin Rahman |
| 14  | Tadschikistan | MF       | David Mawutor     |
| 15  | Malaysia      | AB       | Hariz Kamarudin   |
| 16  | Malaysia      | MF       | Selvan Anbualagan |

| Nr. |          | Position | Name                      |
| --- | -------- | -------- | ------------------------- |
| 17  | Malaysia | AB       | Nasrullah Haniff          |
| 18  | Malaysia | MF       | Khuzaimi Piee             |
| 19  | Malaysia | ST       | Javabilaarivin Nyanasegar |
| 20  | Ghana    | ST       | Kossi Adetu               |
| 22  | Malaysia | TW       | Syihan Hazmi              |
| 23  | Malaysia | AB       | Muhammad Izzafiq          |
| 24  | Malaysia | MF       | Saiful Ridzuwan           |
| 25  | Malaysia | MF       | Adib Faris                |
| 26  | Malaysia | AB       | A. Namathevans            |
| 27  | Malaysia | MF       | Fahmi Faizal              |
| 30  | Malaysia | AB       | Zamri Pin Ramli           |
| 44  | Malaysia | ST       | Afiq Fitri                |
| 72  | Malaysia | AB       | Zulkhairi Zulkeply        |
| 88  | Malaysia | ST       | Izzuddin Roslany          |

## Beste Torschützen seit 2004
| Saison    | Name                        | Tore |
| --------- | --------------------------- | ---- |
| 2004      | Shahrin Abdul Majid         | 11   |
| 2005/2006 | Christian Bekamenga         | 8    |
| 2006/2007 | Frederico Dos Santos        | 18   |
| 2007/2008 | Zaquan Adha                 | 14   |
| 2009      | Zaquan Adha                 | 22   |
| 2010      | Zaquan Adha                 | 13   |
| 2011      | Hairuddin Omar              | 11   |
| 2012      | Jean-Emmanuel Effa Owona    | 23   |
| 2013      | Fábio Leandro Barbosaame    | 6    |
| 2014      | Kim Jin-yong                | 8    |
| 2015      | Francis Doe                 | 19   |
| 2016      | Andrew Nabbout              | 9    |
| 2017      | Bruno Suzuki                | 11   |
| 2018      | Nicolás Vélez Flávio Júnior | 8    |
| 2019      | Almir                       | 8    |
| 2020      |                             |      |

## Trainer seit 1981
| Name                      | Zeit bei Negeri Sembilan FA | Zeit bei Negeri Sembilan FA |
| Name                      | von                         | bis                         |
| ------------------------- | --------------------------- | --------------------------- |
| Tony Chia                 | 1981                        | 1982                        |
| Zainuddin Hussein         | 1983                        | 1984                        |
| Tony Chia                 | 1985                        | 1986                        |
| Manilton Santos           | 1987                        |                             |
| Tony Chia                 | Juli 1987                   | bis                         |
| Zainuddin Hussein         | 1988                        | 1989                        |
| M. Kuppan                 | September 1989              |                             |
| Ruslan Yaakob             | 1990                        | 1991                        |
| Josef Herel               | 1992                        | 1993                        |
| M. Karathu                | 1994                        | 1998                        |
| Irfan Bakti Abu Salim     | 1998                        | 1999                        |
| Mohd Zaki Sheikh Ahmad    | 2000                        | 2002                        |
| K. Devan                  | 2003                        | 2006                        |
| Hatem Souissi             | 2006                        | 2007                        |
| Wan Jamak Wan Hassan      | 2007                        | 2011                        |
| Mohd Azraai Khor Abdullah | 2011                        | 2012                        |
| Divaldo Alves             | 23. November 2012           | 25. November 2013           |
| Varadaraju Moorthy        | 1. November 2013            | 5. November 2014            |
| K. Devan                  | 2015                        |                             |
| Gary Michael Phillips     | 1. Januar 2016              | 31. Dezember 2016           |
| Asri Ninggal              | 2017                        |                             |
| Jörg Steinebrunner        | 1. Januar 2017              | 26. Februar 2018            |
| Azraai Khor               | 2018                        |                             |
| Mario Lemos               | 10. Mai 2018                | 30. November 2018           |
| Mat Zan Mat Aris          | 1. Januar 2019              | 31. Dezember 2019           |
| Sazali Saidon             | 2019                        |                             |
| Devan Kuppusamy           | 1. Januar 2021              | heute                       |

## Ausrüster und Sponsoren
| Jahr                    | Ausrüster | Trikotsponsor                                                                         |
| ----------------------- | --------- | ------------------------------------------------------------------------------------- |
| 2005                    | Lotto     | TM Net                                                                                |
| 2005/2006 bis 2007/2008 | Lotto     | Telekom Malaysia/Naza                                                                 |
| 2009 bis 2010           | Kappa     | Telekom Malaysia                                                                      |
| 2011                    | Lotto     |                                                                                       |
| 2012                    | Lotto     | Matrix Concept                                                                        |
| 2013                    | Lotto     | Matrix Concept                                                                        |
| 2014                    | Kika      | Matrix Concept                                                                        |
| 2015                    | Kappa     | Matrix Concept                                                                        |
| 2016 bis 2017           | Mizuno    | Matrix Concept                                                                        |
| 2018                    | AL        | Matrix Concept                                                                        |
| 2019                    | Rhino     | Matrix Concept, Visit Negeri Sembilan, SALAM Medical Centre, Negeri Roadstone Sdn Bhd |
| 2020                    | Admiral   |                                                                                       |
| 2021                    |           |                                                                                       |

## Erläuterungen / Einzelnachweise
1. ↑  rsssf.org: Liste der Meister
2. ↑  Kader Negeri Sembilan FC. In: transfermarkt.de (deutsch). Abgerufen am 7. Juni 2022.